# Мексика на летних Олимпийских играх 1988
Мексика принимала участие в летних Олимпийских играх 1988 года в Сеуле (Корея) в пятнадцатый раз за свою историю, и завоевала две бронзовые медали.

## Бронза
- Бокс, мужчины — Марио Гонсалес.
- Прыжки в воду, мужчины — Хесус Мена.

## Состав сборной
Сборная состояла из 83 спортсменов: 66 мужчин и 17 женщин, которые соревновались в 17 видах спорта. Младшей участницей сборной была 16-летняя Таня Фиерро, выступавшая в парусном спорте, а старшей — 43-летняя Нурия Ортис, выступавшая в стендовой стрельбе. Знаменосцем был Эрнесто Канто.

## Результаты

### Бокс
Шесть мексиканских боксёров выступали в разных весовых категориях, но успеха добился только Марио Гонсалес, завоевавший бронзовую медаль в наилегчайшей весовой категории (до 51 кг).

### Лёгкая атлетика
Артуро Баррьос — 5 место в забеге на 10 000 м.

### Синхронное плавание

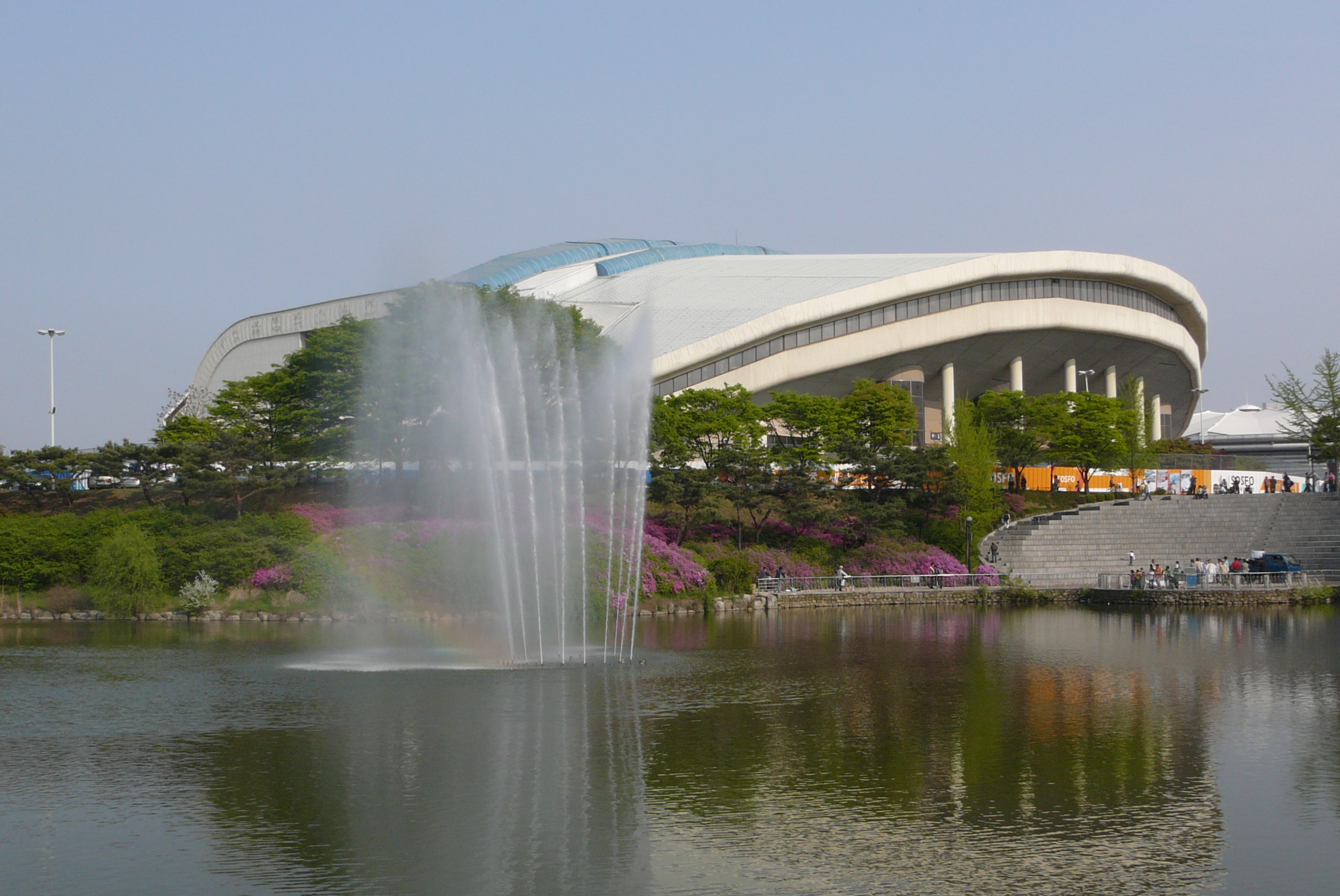
Олимпийский бассейн в Сеуле

Соревнования проходили с 26 сентября по 1 октября 1988 года, в них приняли участие 46 спортсменок из 18 стран (только женщины). Было разыграно 2 комплекта наград: среди солисток и среди дуэтов. Три синхронистки представляли Мексику:
| Спортсменка                                                              | Соревнование | Фигуры | Фигуры | Квалификация   | Квалификация                  | Квалификация   | Финал          | Финал                  | Финал          |
| Спортсменка                                                              | Соревнование | Очки   | Место  | Очки           | Всего (Фигуры + Квалификация) | Место          | Очки           | Всего (Фигуры + Финал) | Место          |
| ------------------------------------------------------------------------ | ------------ | ------ | ------ | -------------- | ----------------------------- | -------------- | -------------- | ---------------------- | -------------- |
| Лурдес Кандини                                                           | Соло         | 84,533 | 23 Q   | 88,000         | 172,533                       | 10             | не участвовала | не участвовала         | не участвовала |
| Сусана Кандини                                                           | Соло         | 83,067 | 29     | не участвовала | не участвовала                | не участвовала | не участвовала | не участвовала         | не участвовала |
| Соня Карденьяс                                                           | Соло         | 84,733 | 21     | не участвовала | не участвовала                | не участвовала | не участвовала | не участвовала         | не участвовала |
| Лурдес Кандини Сусана Кандини (в квалификации) Соня Карденьяс (в финале) | Дуэты        | 83,800 | 8      | 91,200         | 175,000                       | 8 Q            | 92,200         | 176,833                | 8              |

### Стрельба из лука
Соревнования проходили на поле «Хваран» с 27 сентября по 1 октября. Мексиканцы заняли 12 место в командном зачёте: 
| Место | Страна  | Спортсмены                                               | Квалификация | Место | Полуфинал | Место | Финал          |
| ----- | ------- | -------------------------------------------------------- | ------------ | ----- | --------- | ----- | -------------- |
| 12    | Мексика | Хосе Андрес Анчондо Гарсиа Омар Бустани Адольфо Гонсалес | 3695         | 10    | 917       | 12    | не участвовали |